# Даян Діксон
Даян Діксон (англ. Diane Dixon; нар. 23 вересня 1964) — американська легкоатлетка, що спеціалізується на спринті, олімпійська чемпіонка 1984 року, срібна призерка Олімпійських ігор 1988 року.

## Кар'єра
| Рік             | Змагання                                   | Місто                | Місце           | Дисципліна            | Примітки        |
| Представник США | Представник США                            | Представник США      | Представник США | Представник США       | Представник США |
| --------------- | ------------------------------------------ | -------------------- | --------------- | --------------------- | --------------- |
| 1984            | Олімпійські ігри                           | Лос-Анджелес, США    | 1               | естафета 4×400 метрів | 3:18.29         |
| 1985            | Всесвітні легкоатлетичні ігри в приміщенні | Париж, Франція       | 1               | біг на 400 метрів     | 53.35           |
| 1987            | Чемпіонат світу                            | Рим, Італія          | 7               | біг на 400 метрів     | 51.13           |
| 1987            | Чемпіонат світу                            | Рим, Італія          | 3               | естафета 4×400 метрів | 3:21.04         |
| 1988            | Олімпійські ігри                           | Сеул, Південна Корея | 5               | біг на 400 метрів     | 50.72           |
| 1988            | Олімпійські ігри                           | Сеул, Південна Корея | 2               | естафета 4×400 метрів | 3:15.51         |
| 1989            | Чемпіонат світу в приміщенні               | Будапешт, Угорщина   | 2               | біг на 400 метрів     | 51.77           |
| 1991            | Чемпіонат світу в приміщенні               | Севілья, Іспанія     | 1               | біг на 400 метрів     | 50.64           |
| 1991            | Чемпіонат світу в приміщенні               | Севілья, Іспанія     | 3               | естафета 4×400 метрів | 3:29.00         |
| 1991            | Чемпіонат світу                            | Токіо, Японія        | 8               | біг на 400 метрів     | 51.73           |
| 1991            | Чемпіонат світу                            | Токіо, Японія        | 2               | естафета 4×400 метрів | 3:20.15         |